# سیلویا کارس
سیلویا کارس (انگلیسی: Sylvia Karres؛ زادهٔ ۸ نوامبر ۱۹۷۶) ورزشکار هاکی روی چمن اهل پادشاهی هلند است.
وی در مسابقات کشوری و بین‌المللی در مجموع برندهٔ ۱ مدال طلا، ۱ مدال نقره، ۲ مدال برنز شده‌است.